# Culicoides kusaiensis
Culicoides kusaiensis är en tvåvingeart som beskrevs av Tokunaga 1940. Culicoides kusaiensis ingår i släktet Culicoides och familjen svidknott. Inga underarter finns listade i Catalogue of Life.